# 薩拉熱窩州
薩拉熱窩州，是波斯尼亚和黑塞哥维那实体之一波黑联邦的州份，位于该国中部。州府为塞拉耶佛，同时也是波黑的首都。全州面积为1,276.9平方公里，2013年人口数量为413,593人。大部分居民为波士尼亞克人（83.8%）。

## 市镇
萨拉热窝州下分为9个市镇，其中4个组成为萨拉热窝市。
| 市镇                | 城区人口数量 | 市镇人口数量 |
| ------------------- | ------------ | ------------ |
| 萨拉热窝-新格拉德   | 117,822      | 118,553      |
| 伊利扎              | 63,528       | 66,730       |
| 萨拉热窝-新萨拉热窝 | 63,952       | 64,814       |
| 萨拉热窝-岑塔尔     | 53,081       | 55,181       |
| 萨拉热窝-旧格拉德   | 36,339       | 36,976       |
| 沃戈什恰            | 10,568       | 26,343       |
| 哈季契              | 4,993        | 23,891       |
| 伊利亚什            | 4,921        | 19,603       |
| 特尔诺沃            | 67           | 1,502        |
| 总计                | 355,271      | 413,593      |

## 人口
萨拉热窝州包括萨拉热窝市及其都会区。萨拉热窝市为波黑最大的城市，因此该州也是波黑联邦各州中人口最多的州份。据2013年人口普查数据，萨拉热窝州的总人口数量为413,593人，其中84%为波什尼亚克族，4.2%为克罗地亚族，3.2%为塞尔维亚族。
萨拉热窝州的人口密度约为每平方公里350人。14岁及以下的年龄组占15.8%， 15至64岁年龄组占67.8%，65岁以上的年龄组占16.4%。